# Vera Giricz
Vera Giricz (maďarsky Giricz Vera, rusínsky Віры Ґіріц; * 29. červenec 1946, Užhorod) je maďarská pedagožka a významná osobnost rusínské menšiny, od 6. května 2014 v pořadí první rusínská menšinová přímluvčí v maďarském Zemském sněmu.

## Biografie
Narodila se v roce 1946 do rusínské rodiny v Užhorodě v tehdejší Ukrajinské sovětské socialistické republiky v Sovětském svazu. Roku 1978 se přestěhovala do Maďarska.
Po pádu komunismu v Maďarsku v roce 1989 se zapojila do veřejného života rusínské národnostní menšiny. V parlamentní volbách roku 2014 byla poprvé zvolena rusínskou menšinovou parlamentní přímluvčí. Následně byla ve volbách 2018 a volbách 2022 znovuzvolena.
Zabývá se rovněž problematikou rusínského jazyka, napsala jazykovou učebnici Rusins'ka konverzacija / Ruszin társalgás. Podílí se také na uchovávání památky Antala Hodinky.

## Ocenění
- Cena Antala Hodinky (2006)